# Leges Clodiae
Le Leges Clodiae furono una serie di plebisciti approvati dai concilia plebis della repubblica romana proposti dal tribuno Publio Clodio Pulcro nel 58 a.C.
Clodio era un membro della gens Claudia, di origini patrizie; tuttavia, con il sostegno di Gaio Giulio Cesare, si era fatto adottare in un ramo plebeo della stessa famiglia per poter farsi eleggere tribuno della plebe. Clodio era inoltre notoriamente un avversario accanito di Marco Tullio Cicerone.

## Le leggi

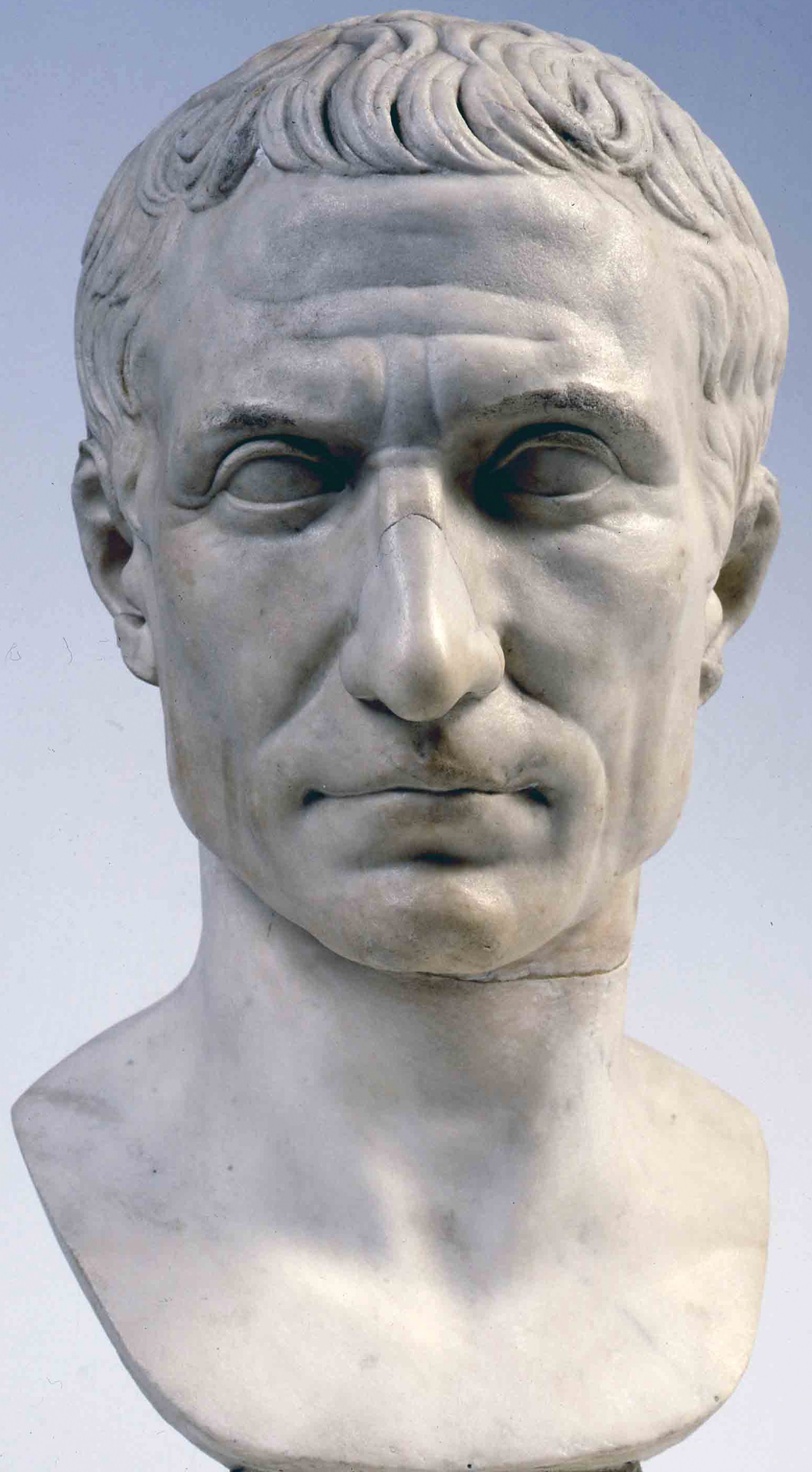
Busto di Giulio Cesare, principale sostenitore di Clodio (Musei Vaticani, Roma)

### Lex Clodia de Auspiciis
Una Lex Clodia de Auspiciis ("La legge clodia sugli auspicii"), abrogò la Lex Aelia et Fufia, che autorizzava il magistrato che presiedeva un'assemblea legislativa di sciogliere l'assemblea con il pretesto che gli auspici erano stati sfavorevoli.
Pompeo , per esempio, era noto per avere utilizzato questo dispositivo di ostruzionismo almeno una volta.

### Lex Clodia de Censoribus
La Lex Clodia de Censoribus ("La legge clodia sui censori") prescriveva alcune norme per la carica del censore.

### Lex Clodia Frumentaria
Con la Lex Clodia Frumentaria le distribuzioni di grano a Roma diventano gratuite.

### Lex Clodia de Sodalitatibus
La Lex Clodia de Sodatalibus prevedeva la legalizzazione dei "collegia", associazioni private con fini religiosi e di mutuo soccorso, soppresse dal Senato nel 64 a.C., perché degenerate in pericolose bande armate a servizio di privati. Obbiettivo di Clodio è proprio riportare in auge questa degenerazione.

### Lex Clodia de Rege Ptolemaeo et de exsulibus Byzantinis
La Lex Clodia de Rege Ptolemaeo et de exsulibus Byzantinis prevedeva che Roma avrebbe conquistato e invaso l'isola di Cipro.